# Divljač
Divljač predstavlja populaciju životinja koja živi slobodno u prirodi, i na površinama namijenjenim za njihovo uzgajanje, a lovi se radi hrane ili športa.
S lovačkog stanovišta divljač je podijeljena na divljač visokog i niskog lova. Divljač visokog lova je uglavnom krupna dlakava i pernata divljač. Sva ostala manja divljač kod kojih nije lako moguće utvrditi kvalitet, spol i druge karakteristike spada u divljač niskog lova. Vrste koje spadaju u divljač koja se lovi za hranu su različite u raznim dijelovima svijeta. Na to utječe klima, raznolikost životinja, kao i lokalni ukus i lokalna svijest koje životinje treba loviti.

## Meso
Meso divljači vrlo je karakterističnog oštrog okusa. Zbog toga što je divljač u stalnom kretanju i potrazi za hranom meso je žilavije i posjeduje vrlo nizak udio masnoće i kalorija.

## Poveznice
- Divlje životinje